# Kristianstads centralstation
Kristianstads centralstation – stacja kolejowa w Kristianstad, w Skanii, w Szwecji. Stacja została otwarta w 1865 i zaprojektowana przez Claesa Adelsköld.
Stacja obsługuje pociągi öresundståg między Kopenhagą a Karlskroną oraz pociągi pågatåg między Kristianstad a Helsingborg. Jest to stacja czołowa, co oznacza, że wszystkie pociągi, które nie kończą tutaj biegu muszą zmienić czoło pociągu. Istnieją wyjątki dla pociągów towarowych.